# Lunsen
Lunsen ist ein Ortsteil der Gemeinde Thedinghausen in der Samtgemeinde Thedinghausen im niedersächsischen Landkreis Verden.

## Geografie

### Lage
Lunsen liegt im östlichen Bereich der Gemeinde Thedinghausen, 1 km östlich vom Kernort Thedinghausen entfernt.

### Flüsse
Die Weser fließt nordöstlich in einem Kilometer Entfernung.

### Nachbarortsteile
Nachbarortsteile sind – von Norden aus im Uhrzeigersinn – Werder, Morsum, Holtorf und Thedinghausen.

## Geschichte
Lunsen wurde 1250 erstmals urkundlich erwähnt, jedoch wurde die Kirchengemeinde Lunsen schon 977 zusammen mit dem Bau einer Holzkirche gegründet. 1877 wurde dann die dritte und damit heutige Kirche errichtet.
Am 1. Juli 1972 wurde die Gemeinde Holtorf-Lunsen in die Gemeinde Thedinghausen eingegliedert. Diese wechselte in den Landkreis Verden.

## Infrastruktur
Lunsen liegt an der Landesstraße L 203, die von Thedinghausen nach Verden (Aller) verläuft und bei Groß Hutbergen die Weser überquert. Von Lunsen aus führt auch die L 158 über die Weser, und zwar nach Achim.
Ansonsten liegt Lunsen fernab des großen Verkehrs. Die A 27 verläuft sechs Kilometer entfernt nördlich. Die von Rotenburg (Wümme) über Verden (Aller) und Nienburg (Weser) nach Minden führende B 215 verläuft östlich, zwölf Kilometer entfernt.

## Sehenswürdigkeiten
- Die ev. Kirche St. Cosmas und Damian, ein neugotischer kreuzförmiger Backsteinbau, stammt aus dem Jahr 1884 und hat einen mächtigen Westturm. Die Ausstattung im weiten, gewölbten Innenraum stammt aus der Entstehungszeit der Kirche.